# Muchosa

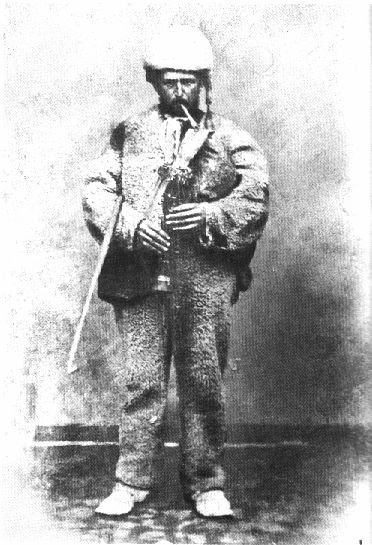
Alphonse Gheux, cornemuseux wallon.

La muchosa est un instrument de la famille des cornemuses, originaire du nord de la France (Picardie) et du Hainaut belge. 
En France, la Muchosa est appelée pipasso ou cornemuse picarde. Le mot « pipasso » renvoie à un instrument connu autrefois dans le Boulonnais sous le nom de pipe-au-sac. Ce qui peut aussi être entendu par « pipaucha » ou « piposa » (Artois, Cambrésis...). Dans le Hainaut belge, on la connaît sous le nom de « muchosa ».

## Spécificités techniques
D'un point de vue technique, la Muchosa se compose d'un sac en cuir, d'un tuyau mélodique ainsi que d'un grand et d'un petit bourdon. Cet instrument est principalement en Sib, l'anche du tuyau mélodique est double tandis que celles des bourdons sont simples.
Le petit bourdon est inséré dans une souche commune avec le tuyau mélodique (comme dans les cornemuses de type cornemuse du Centre, Chabrette, etc.). La Muchosa possède une perce doublement conique et un pavillon amovible plus large que le reste du tuyau mélodique. Son jeu utilise un doigté simple, dit ouvert.

## Renouveau
La Muchosa a disparu en Belgique et dans le nord de la France durant plusieurs décennies, le dernier joueur connu étant Alphonse Gheux (1850-1936) un berger du Hainaut belge. Depuis quelques années, la Muchosa est à nouveau jouée dans ses régions d'origine grâce notamment au travail des facteurs Rémy Dubois et Olle Geris à partir d'instruments anciens conservés au Musée des instruments de musique de Bruxelles. En France, un facteur d'instruments, Guy Jaillard, a retrouvé d'autres instruments (Musée de Montluçon et collections privées)[réf. nécessaire]
En France plusieurs groupes travaillent actuellement à rendre le pipasso plus visible et plus connu du grand public (le terme de Muchosa est inconnu en Picardie), notamment Amuséon, ch’Pipasso Grinche Binde, le groupe Achteur ou Chés mouques à fu. Guy Jaillard a obtenu que son modèle de pipasso (muchosa) soit Modèle déposé au niveau Européen. 

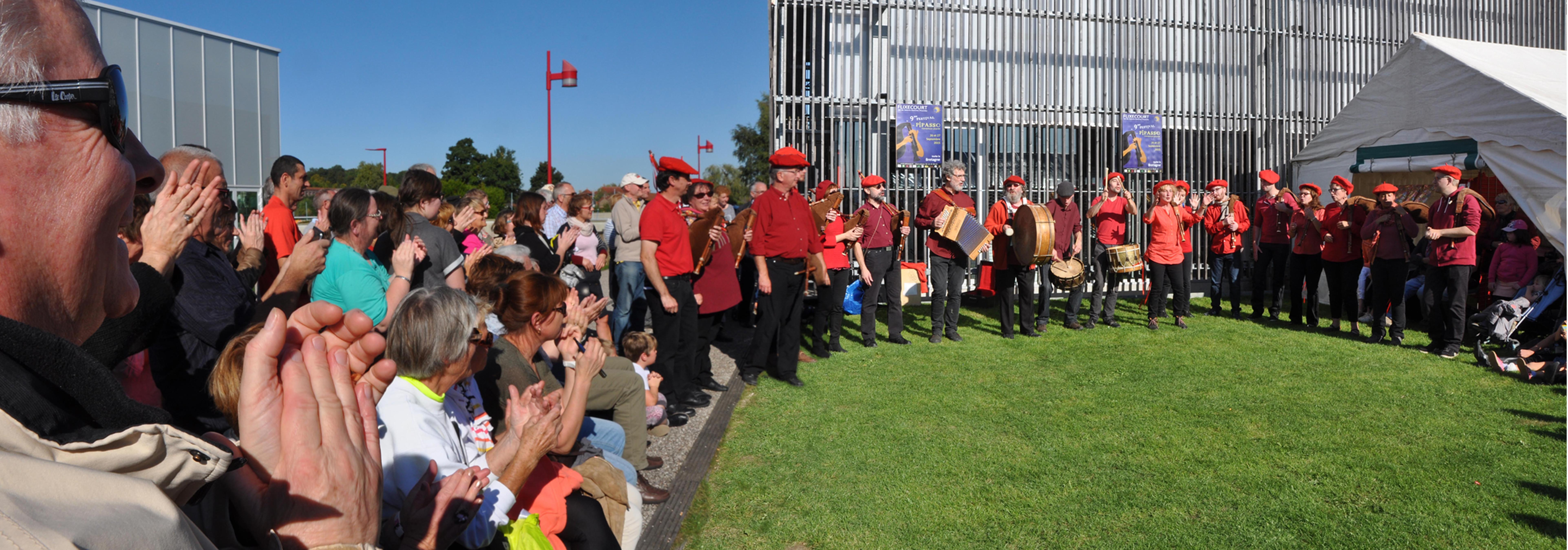
Les pipassonneurs au festival du Pipasso 2015

Le Festival du Pipasso se tient tous les ans durant le dernier week-end de septembre à la salle socio-Culturelle et l'Esplanade du Chiffon Rouge à Flixecourt (80) depuis 2011, après avoir fait ses débuts à Liomer en 2007, puis à Picquigny de 2008 à 2010,. 
Les joueurs de Muchosa/pipasso les plus connus sont Jean-Pierre Van Hees, Rémy Dubois, Denis Laoureux, Peter De Baets, Bernard Vanderheyden,Jean-Marie Vancoppenolle, Rémi Decker, Jean Cayron et Ghislaine Desmaris.
Facteurs de Muchosa/pipasso contemporains : Rémy Dubois et Olle Geris, Geert Lejeune, Guy Jaillard, Ouchine ed Corwynn...